# Лоу, Эл
Эл Ло́у (англ. Al Lowe, род. 24 июля 1946 года) — джазовый музыкант (саксофонист), геймдизайнер и программист. За время своей работы Эл создал ряд квестов, в основном для фирмы Sierra On-Line. Известен как автор серии квестов «Ларри в выходном костюме».

## Трудовая биография
Свою карьеру Лоу начинал в качестве учителя музыки в средней школе. Проработав учителем около 15 лет, он решил научиться программированию и преуспел в этом: в 1982 году он создал три игры для Apple II — «Dragon’s Keep», «Bop-A-Bet», и «Troll’s Tale». В 1983 году Sierra Entertainment купила эти игры, и с этого времени Эл работал в Sierra качестве программиста и геймдизайнера, проработав там 16 лет (он полагает, что это рекордный срок для индустрии КИ).
В числе его первых проектов были Winnie the Pooh in the 100-Acre Woods («Винни Пух в 100-акровом лесу»), «Donald Duck’s Playground» («Площадка для игр Дональда Дака»), «The Black Cauldron» («Чёрный котёл»). Все они использовали персонажи, являвшиеся собственностью компании Уолта Диснея.
В 1986 году Лоу был ведущим разработчиком King’s Quest III: To Heir Is Human (третьей части «Королевского квеста») и Police Quest (первой части «Полицейского квеста»). Кроме того, Лоу писал музыку для других игр Sierra.
Самым известным проектом Эла Лоу является серия квестов «Ларри в выходном костюме» (а также основная музыкальная тема серии, написанная им). После успеха игр о похождениях Ларри, Лоу создал такие игры как «Torin’s Passage» («Странствия Торина») и «Фредди Фаркас, фармацевт на Диком Западе» (вместе с Джошем Меделом).
В годы расцвета его карьеры Лоу был известен разработчикам и любителям игр своим колоритным внешним видом: широкой бородой в сочетании с лысой головой и толстым пивным животом. Сам он любит называть себя «самым старым в мире разработчиком компьютерных игр».
В 1994 году семья Лоу переехала в Сиэтл, а с 1998 года он находится на пенсии. Лоу профессионально играет на саксофоне с 13 лет и до сих пор регулярно выступает в составе местных джаз-оркестров. В ноябре 2007 года в качестве почётного гостя он участвовал в Alternative Party 2007 в Хельсинки, где «вживую» играл в оркестре Big Band Дэвида Хассельхоффа (David Hasselhoff). По состоянию на начало 2008 года он в основном занят поддержкой своего юмористического сайта Al Lowe’s Humor Site, а также ежедневной рассылкой анекдотов, шуток и интересных ссылок «Кибер-шутка 3000™» — CyberJoke 3000™.

## iBase Entertainment
В мае 2006 Лоу неожиданно заявил в интервью сайту Adventure Classic Gaming на самом деле не отошёл от дел и уже около года занимается разработкой новой игры — Sam Suede: Undercover Exposure («Замшевый Сэм: Секретное разоблачение»). Для создания игры Лоу вместе с Кеном Вегрзином (Ken Wegrzyn) основал компанию iBase Entertainment. Разрабатываемая игра не относится к квестам — сам Эл определил её жанр как «action comedy» («комедийный боевик»). Однако уже в декабре 2006 года было объявлено о закрытии iBase Entertainment и заморозке проекта «Замшевый Сэм». Лоу, по его словам, теперь «снова в отставке» и серьёзно сомневается, что когда-нибудь снова вернётся в индустрию компьютерных игр. Причина отмены игры — недостаток финансирования, в связи с большой стоимостью разработки игр для игровых консолей — «Сэм» должен был выйти и на консолях следующего поколения (поскольку, по мнению издателя игры, выход игры только на PC не окупился бы). По словам Лоу, им оставался ещё год работы до завершения «Замшевого Сэма». Сайт компании сообщает, что по состоянию на январь 2007 года игра отложена до тех пор, пока не будет найдено дополнительное финансирование.

## HD-ремейк Suit Larry in the Land of the Lounge Lizards
10 октября 2011 года Эл Лоу сообщил, что компания Replay Games, основанная выходцами из Sierra Online (генеральный директор — коллега Лоу по Sierra Пол Троу — Paul Trowe), начала разработку HD-ремейка первой части серии: Leisure Suit Larry in the Land of the Lounge Lizards
. Replay Games выкупила права на Ларри и кроме первой части планирует переиздать все шесть игр. Сообщалось, что сам Лоу прервал ради этого свой пенсионный отдых и принимает в разработке непосредственное участие.
Почти полгода после анонса какие-либо новости об игре отсутствовали. Однако 3 апреля 2012 года Лоу сообщил, что проект собирает деньги на сайте Kickstarter. Целевая сумма — 500 тысяч долларов — позволит игре обойтись без издателя. Если будет собрано больше, разработчики планируют добавить озвученный перевод на другие языки и портировать игру на наиболее распространённые платформы, такие как iPad, Android, Linux. В первые 12 часов было собрано более 70 тысяч долларов, а 7 апреля сумма превысила 200 тысяч.
Проект сбора средств увенчался успехом и завершился 2 мая 2012 года, собрав 655 182 доллара